# Calotipo

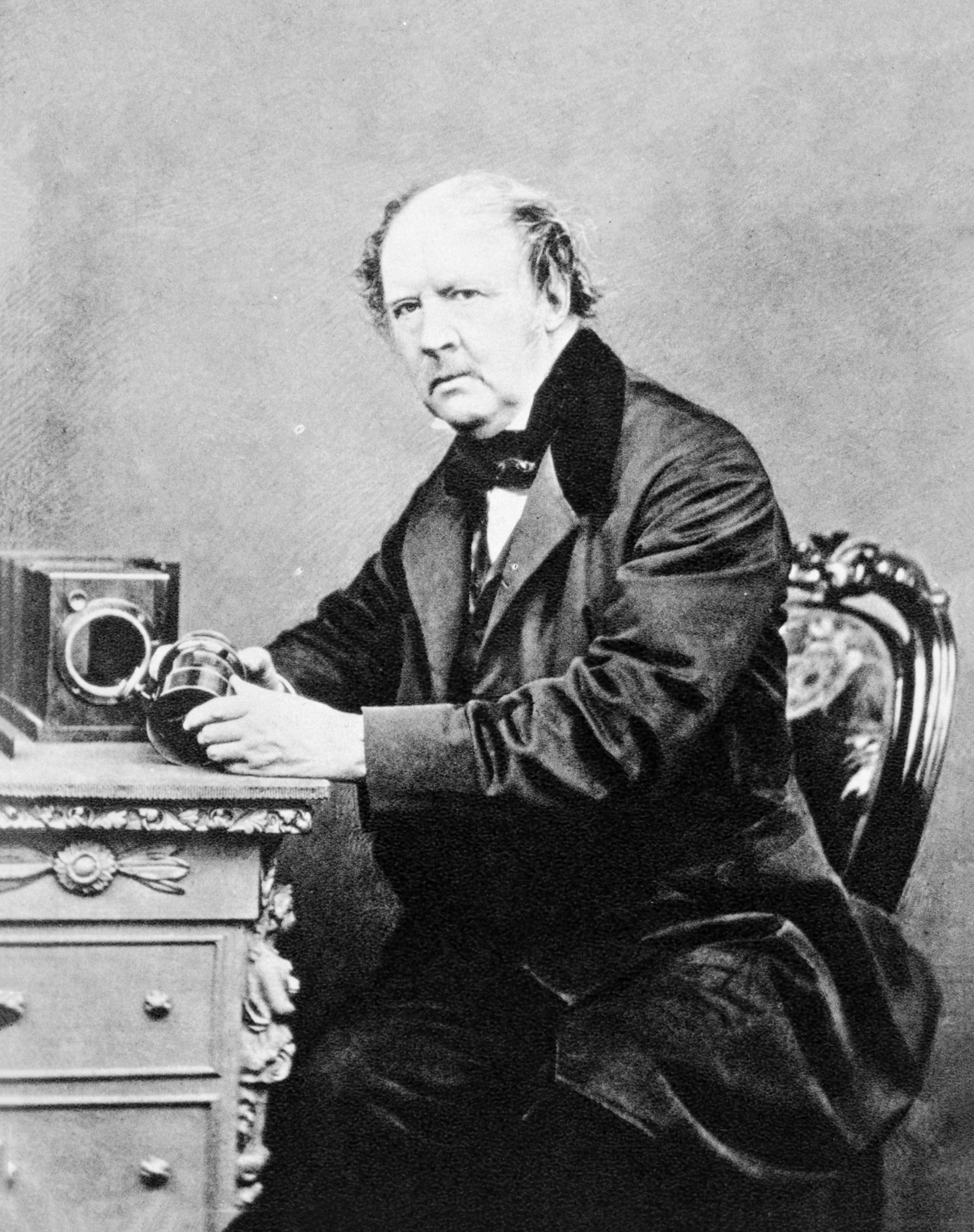
William Henry Fox Talbot, por John Moffat, 1864.

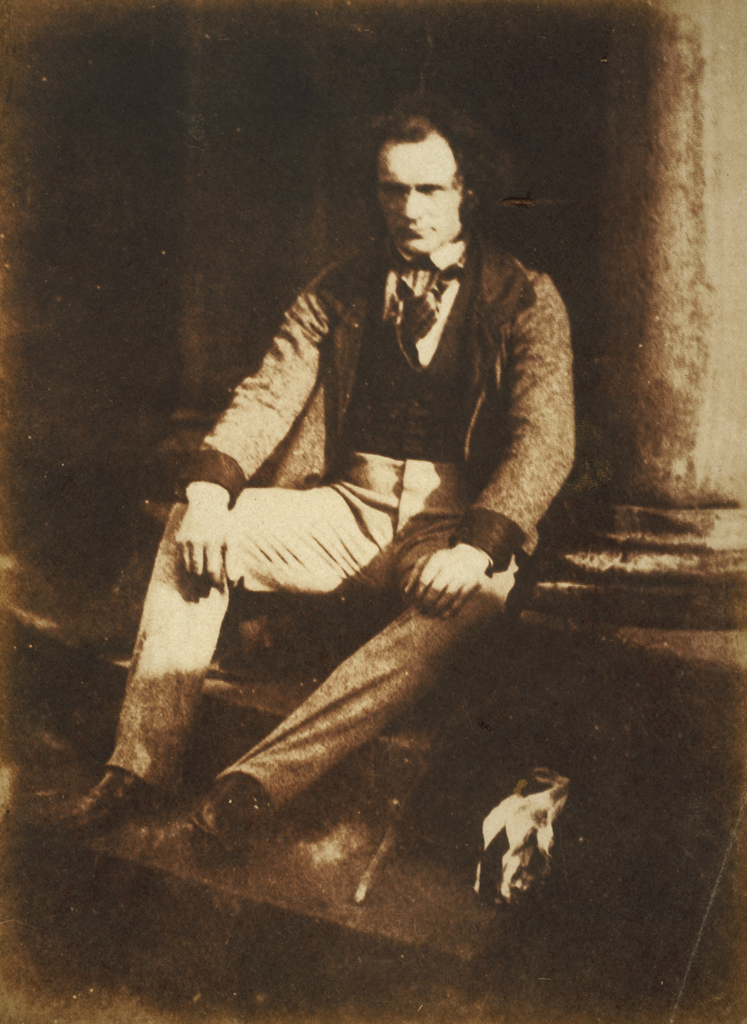
Thomas Duncan, por Hill & Adamson, circa 1844; medio: impresión en calotipo, tamaño: 19.60 x 14.50 cm; de la colección de la National Galleries of Scotland.

El calotipo (del griego “kalos”, bello), considerado como el predecesor de la fotografía moderna, es un método fotográfico creado por el científico inglés William Fox Talbot y basado en un papel sensibilizado con nitrato de plata y ácido gálico que, tras ser expuesto a la luz, era posteriormente revelado con ambas sustancias químicas y fijado con hiposulfito sódico.
Este procedimiento es el primero que genera una imagen en negativo que podía ser posteriormente positivada tantas veces como se deseara, a diferencia del daguerrotipo, que era un positivo directo único. Además, era mucho más económico por usar como soporte el papel en lugar del metal. De este modo introduce dos características muy importantes para el posterior desarrollo de la fotografía: la imagen múltiple y su costo muy económico.
Además, el daguerrotipo se utilizaba mayoritariamente para plasmar retratos, mientras que en el calotipo son escenarios y paisajes. En aquella época, debido a que los retratos requerían de más tiempo para ser materializados, era más fácil capturar paisajes o escenas. Esta parece ser la razón más coherente para que hubiera más daguerrotipos de retratos y más calotipos de paisajes. El calotipo tuvo una relación importante con la arquitectura, ya que a partir de 1850 se empleó para registrar sitios históricos, sobre todo en Francia. Fotógrafos como Henri Le Secq (1818-1882), Charles Marville y Charles Nègre (1820-1880) llevaron a cabo calotipos de monumentos como las catedrales de Notre-Dame, de Chartres y de Amiens.
Fue el proceso fotográfico más usado entre los que empleaban papel antes del descubrimiento de la copia a la albúmina y se utilizó aproximadamente hasta 1860. Así pues, si bien Talbot no consiguió pasar a la historia como el padre de la fotografía, sí lo hizo como inventor del proceso negativo-positivo, que es el que finalmente llegaría hasta nuestros días y que, en definitiva, una vez perfeccionado convenientemente, supuso la base de la fotografía contemporánea.
También es conocido con el nombre de «Talbotipo» o «impresión al papel salado» (Salt print en inglés).

## Funcionamiento
Primeramente, el material se recubría con nitrato de plata y yoduro potásico. Inmediatamente antes de ser utilizado, la superficie del papel se trataba con ácido gálico y nitrato de plata, que actuaban como aceleradores. La exposición en la cámara, en donde el papel debía de estar contenido en una transparencia oscura, producía una imagen latente. La imagen revelada en el papel se fijaba con hiposulfito de sodio (tiosulfato de sodio) y podía ser reproducida con el simple contacto si se imprimía sobre otro pedazo de papel sensibilizado.
Para obtener el negativo, se baña el papel negativo en cera derretida para que se vuelva transparente y así, tras someterlo a un foco de luz o por contacto sobre otro papel idéntico, se obtiene una imagen en positivo. Como se trabajaba con papeles sin ningún tipo de tratamiento previo, las sales de plata penetraban en las fibras del papel dándole al calotipo un aspecto difuso característico, que lo hacía de menor definición comparado con el daguerrotipo.
El resultado era el calotipo (también llamado Dibujo de sol o Talbotipo, en referencia a su creador), una imagen cálida mate, oscilante entre tonos de marrón rojizo y grisáceo, con poco detalle.

## Historia
El contexto en el cual se lleva a cabo la invención del calotipo tiene sus principios en los principios mismos de la “Ilustración”. La Ilustración, en el siglo de la Revolución Francesa, es el territorio de gestación de las grandes apuestas del hombre moderno, por lo cual la invención de la fotografía es debida a la necesidad incipiente de representar la realidad de una manera más precisa y real.
El inventor del calotipo fue el arqueólogo, químico, lingüista y pionero inglés de la fotografía William Fox Talbot (1800-1877), quien cautivado por los principios de la “cámara oscura”, se internó en la búsqueda de la fijación de las imágenes a través de la incidencia de la luz sobre soluciones sensibles a la misma.
Su experimento consistió en sensibilizar el papel con nitrato y cloruro de plata, aunque en principio no obtuvo nada más que imágenes negativas imperfectas y mal fijadas, durante un tiempo de exposición que oscilaba entre los 30 y los 90 minutos; pero con ello realizó un notable descubrimiento, el principio del revelado de una imagen latente, en el que una señal de luz relativamente débil quedaba ampliada por el revelado y, para realizar un negativo de calotipo, Talbot bañó una hoja de papel en dos soluciones, una de nitrato de plata y otra de yoduro de potasio. Talbot descubrió que el yoduro de plata, relativamente estable, que así se formaba, se hacía sumamente sensible a la luz cuando lavaba el papel con una mezcla de ácido gálico y nitrato de plata, solución a la que denominó «galonitrato de plata». Después de efectuar su exposición a la luz, el papel era añadido nuevamente en esa solución, que actuaba como un revelador físico y mostraba gradualmente la imagen. Para fijar esos negativos, Talbot utilizó al principio bromuro de potasio y a continuación una solución caliente de hiposulfito, imprimiéndolos con su papel original de cloruro de plata. Con el negativo así obtenido se realizaba un tiraje positivo sobre papel salado de cloruro de plata, sobre el que pasaba con pincel una solución de sal marina y después lo sensibilizaba con una solución de nitrato de plata. Una vez seco, el papel se colocaba en una prensa-chasis debajo del negativo expuesto a la luz del día, que ennegrecía el papel por las partes transparentes del cliché. 
Sin embargo, Talbot no pensó en explotar este descubrimiento hasta 1839, cuando oyó hablar del daguerrotipo, y lo puso a disposición de Michel Faraday, quien lo presentó a la Royal Institution de Londres, en sesión celebrada el 25 de enero de 1839, pretendiendo reivindicar la prioridad sobre el invento de Daguerre. Seis días después, el propio Talbot leyó ante la Royal Society una memoria titulada Some Account of the Art of Photognia Drawing, a la que fueron sucediendo otras con más detalles sobre sus procedimientos con el calotipo, que culminaría en septiembre de 1840 con el ensayo de notables mejoras y modificaciones sobre el proceso negativo-positivo, y en el que el fenómeno de la imagen latente le procura el medio de reducir el tiempo de exposición a una duración lo suficientemente corta para pensar en una aplicación comercial.
Aunque se utilizaba al menos desde 1835 y Talbot ya presentó una comunicación en 1839, el procedimiento fue patentado en el año 1841 en Inglaterra, lo cual limitó sensiblemente su internacionalización, a diferencia de otros procedimientos. En Inglaterra, la insistencia de Talbot en el control de su patente se convirtió en una carga casi insoportable para los fotógrafos. Protegía sus derechos y pleiteaba agresivamente contra cualquier persona que hiciera calotipos sin haberle abonado los correspondientes derechos, que oscilaban entre 100 y 150 libras esterlinas por año. Además, el calotipo no llegó a ser nunca realmente popular debido a la propensión a desvanecerse su imagen y porque el efecto de grano fino del papel era considerado como una desventaja con respecto a los brillantes daguerrotipos, de precisa definición, y por los que no había que pagar a nadie ninguna regalía por utilizar su licencia. Todo esto y teniendo en cuenta que a partir del 1855 se impuso la técnica del colodión húmedo y la copia a la albúmina, tanto el daguerrotipo como el calotipo cayeron en desuso.

## Calotipo en España

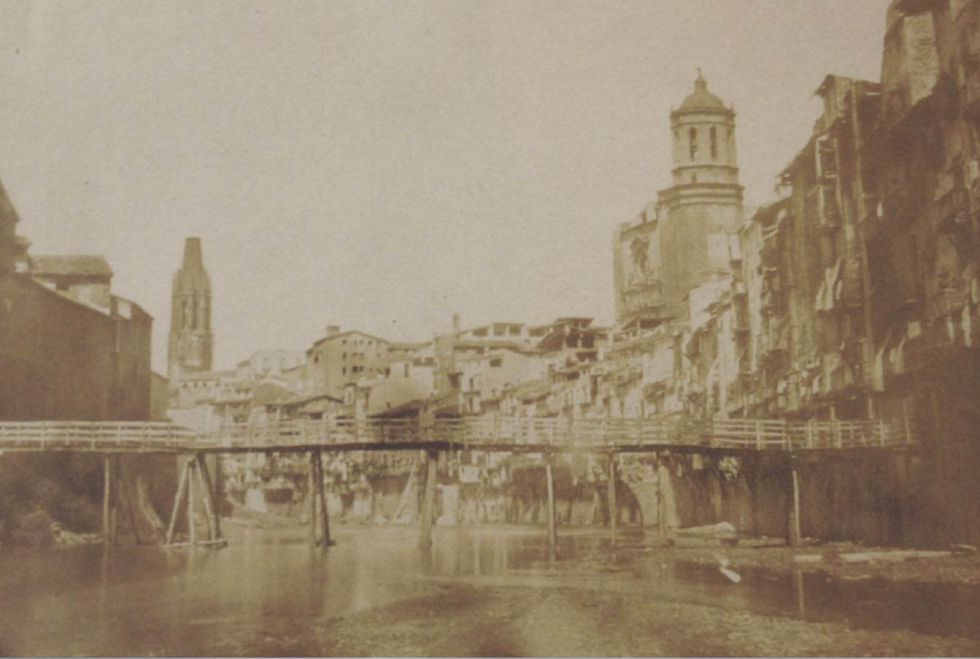
Vista de Gerona al calotipo. Hacia el año 1852. Franck (fotógrafo).

Lo introdujo por primera vez Francisco de Leygonier en 1844, aunque los primeros fotógrafos calotipistas, principalmente ingleses y franceses, lo emplearon en España a partir de 1849, atraídos por la literatura romántica y los libros de viajes, que consideraban que en el sur se podría descubrir lo diferente o lo exótico. Entre ellos estaban Joseph Vigier, Edward King Tenison, Alphonse Delaunay, Charles Clifford, Gustave de Beaucorps o Louis de Clercq.
De este método fotográfico destacan las numerosas vistas de Sevilla. Una de estas imágenes emblemáticas fue tomada por el Vizconde de Vigier, en 1850 o 1851, en la cual se ve un puente de barcas sobre el río Guadalquivir a la altura de la plaza de toros.
Otro positivo, aparte de negativo de papel, es el de la vista del Arsenal de Ferrol, hacia los años 1848-1853, que se conserva en la biblioteca del Museo Naval de Madrid. En la imagen se puede observar unos muelles con dos cabrias para levantar grandes pesos.
Mediante el procedimiento del calotipo, se tomaron mayoritariamente vistas de los grandes monumentos españoles. Por ejemplo, en 1852, el fotógrafo alemán F. A. Oppenheim obtuvo una vista de la puerta del Sarmental, de la catedral de Burgos, parcialmente oculta por un muro del antiguo palacio Arzobispal. Esta fotografía se conserva en la Fototeca del IPCE.
También el británico Charles Clifford, entre 1852 y 1854, tomó muchos calotipos de monumentos españoles, incluyendo el acueducto de Segovia y el puente de Zamora, que ya eran obras públicas antiguas. Pero a partir de 1855, Clifford empezó a utilizar la técnica del negativo de vidrio al colodión para sus reportajes de obras públicas.

## Popularización

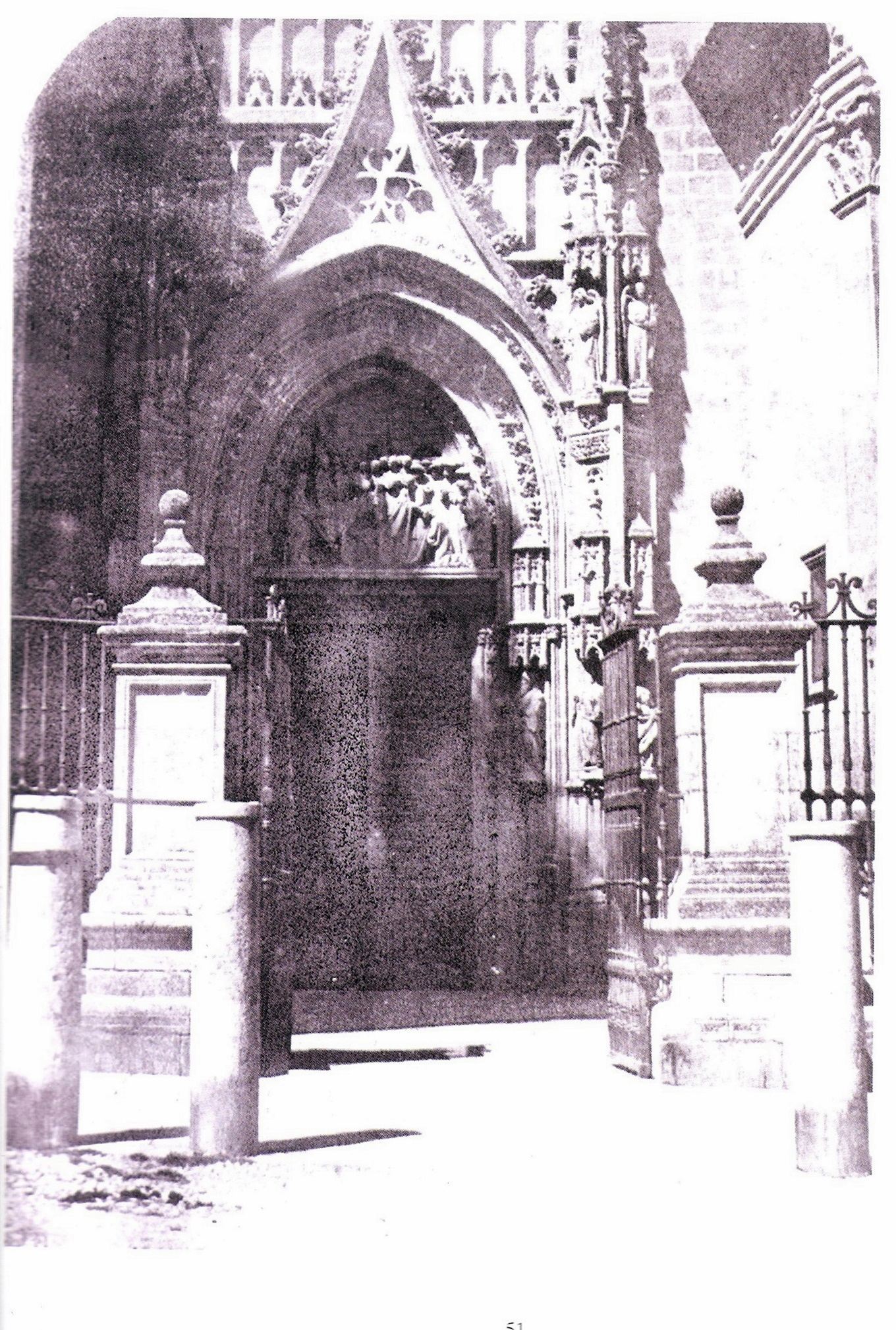
Puerta de Palos (1848).
Imagen a partir de calotipo.

A pesar de la facilidad y la flexibilidad con la que se podían hacer los calotipos, no llegaron a desplazar el daguerrotipo. En parte, esto fue el resultado de que Talbot patentara sus procesos, a diferencia de Daguerre, a quien el Estado francés le concedió una beca a cambio de hacer su proceso de disposición pública. Además, el calotipo produce una imagen menos clara que el daguerrotipo, ya que el uso del papel como un negativo significa que la textura y las fibras del papel eran visibles en las impresiones hechas del mismo, dando lugar a una imagen ligeramente granulada o borrosa en comparación con la de los daguerrotipos, que eran en general claras y nítidas. Sin embargo, en Reino Unido siguen siendo populares los calotipos y las impresiones en papel salado que se hicieron de ellos, además de en Europa. 
En la arquitectura destacó el calotipo, pues, a partir de 1850, se utilizó para registrar lugares históricos, sobre todo en Francia. Fotógrafos como Henri Le Secq, Charles Marville y Charles Nègre llevaron a cabo calotipos de monumentos como las catedrales de Notre-Dame, de Chartes y de Amiens.
Cabe también mencionar que la publicación de Talbot "The Pencil of Nature" (1844-1846), pues fue el primer libro con ilustraciones fotográficas realizadas con la técnica de calotipo. Esta publicación contó con 24 placas que documentaron los inicios de la fotografía a través del estudio de objetos artísticos y arquitectónicos.